# Josh Helman
Josh Helman, född 22 februari 1986 i Adelaide, South Australia, är en australisk skådespelare. 
Hans mest kända roll är kanske som Lew "Chuckler" Juergens i serien The Pacific.
Han har också medverkat i filmer som: All My Friends Are Leaving Brisbane (2007) och Animal Kingdom (2010). Han spelar William Stryker i X-Men: Days of Future Past (2014).